# I classici Disney
I classici Disney, fino al 1992 intitolato I classici di Walt Disney, è un periodico antologico che ripropone storie con personaggi della Disney già pubblicate sul settimanale Topolino; ha esordito nel 1957 ed è stato pubblicato fino al 1988 dalla Arnoldo Mondadori Editore; poi dalla Walt Disney Company Italia fino al 2013 e infine dalla Panini Comics. Nel 2018 la seconda serie ha superato i 500 numeri pubblicati ininterrottamente dal 1977. Le copie della prima serie hanno raggiunto quotazioni ragguardevoli per un fumetto, arrivando a superare i 2000 € per una copia ben tenuta dei primi numeri.

## Storia editoriale
La collana è composta da tre serie: la prima pubblicata dal 1957 al 1976 e composta da 71 albi; la seconda pubblicata dal 1977 al maggio 2019 e composta da 510 albi; la terza pubblicata da giugno 2019.
La prima serie ristampava storie già pubblicate sul settimanale Topolino aggiungendovi un prologo di poche pagine e delle tavole a fumetti di collegamento appositamente sceneggiate da Gian Giacomo Dalmasso e disegnate da vari autori come Giovan Battista Carpi, Giuseppe Perego, Romano Scarpa con Giorgio Cavazzano, Marco Rota con Romano Peirano e Giancarlo Gatti e con copertine di Perego, Carpi e Gatti. I primi 58 numeri sono privi di numerazione e presentano ognuno un titolo diverso; i primi tre vennero editi annualmente a dicembre 1957, 1958 e 1959 come supplementi a Topolino; dal n. 4 (luglio 1960) vennero editi privi di una periodicità fissa (da luglio e dicembre) mentre dal n. 8 (aprile 1962) vennero editi tre numeri all'anno fino al n. 22, luglio 1966, quando la serie diventò quadrimestrale; fino alla conclusione della prima serie con il n. 71, la testata venne edita come supplemento a Gli Albi di Topolino o a Topolino mantenendosi mensile o bimestrale.
La seconda serie esordì nel 1977 e nei numeri dispari fino al n. 67 ristampò alcuni volumi già apparsi nella prima serie, spesso con copertine diverse. Dal n. 128 la grafica della copertina venne aggiornata e venne inserito il sottotitolo "Le più Belle Storie Disney"; a partire dal n. 186 del maggio 1992 la testata venne modificata in I Classici Disney, cambiò di nuovo la grafica di copertina, il sottotitolo divenne "Le più Belle Storie" e non comparve più un titolo diverso per ogni numero. La seconda serie raggiunge, nel 2018, i 500 numeri e si conclude dopo 510 uscite mensili a maggio 2019, per ricominciare dal numero uno il mese successivo, passando a una periodicità bimestrale e reintroducendo l'espediente, abbandonato sin dal 1981, del prologo e delle tavole di raccordo.

### Prima serie
La numerazione sul dorso di ogni volume è presente solo dal n° 59 al n° 71.
- 1 - I Classici di Walt Disney
- 2 - I Classici Moderni di Walt Disney
- 3 - Le Grandi Parodie di Walt Disney
- 4 - Paperino alle Olimpiadi
- 5 - I Gialli di Topolino
- 6 - Il miliardo
- 7 - I Gialli di Paperino
- 8 - Paperepopea
- 9 - Topolineide
- 10 - Superpaperissimo
- 11 - I Classici di Paperino
- 12 - Supergiallo di Topolino
- 13 - Papershow
- 14 - Topolinissimo
- 15 - Trilogia di Paperino
- 16 - Topolino alle Olimpiadi
- 17 - Paperodissea
- 18 - Arcitopolino
- 19 - Paperoscope
- 20 - Paperineide
- 21 - Toposhow
- 22 - Tutto Paperino
- 23 - Il Trilione
- 24 - Pronto... Topolino?!
- 25 - Paperino Bang
- 26 - Paperone '68
- 27 - Paperino Cocktail
- 28 - Topolino Olè
- 29 - Paperone alle Olimpiadi
- 30 - Paperino Natale
- 31 - Paperino 7
- 32 - Io, Topolino!
- 33 - Paperallegria
- 34 - Il Fantastiliardo
- 35 - Paperi & Paperi
- 36 - Topolino West
- 37 - Paperin Furioso
- 38 - Il Grande Papero
- 39 - I Magnifici Tre
- 40 - Topolino Estate
- 41 - Paperin Fracassa
- 42 - Mondo Papero
- 43 - Paperopoli
- 44 - Topolino Ciak
- 45 - Pippo alle Olimpiadi
- 46 - Paperino Story
- 47 - Paperone Natale
- 48 - Paperino il Grande
- 49 - Paperino Miliardario
- 50 - Viva Topolino!
- 51 - Paperavventure
- 52 - Gran Gala di Paperone
- 53 - Paperino Racconta...
- 54 - Paperino ai Mondiali
- 55 - Zio Paperone Mumble... Mumble!
- 56 - Supertopolino
- 57 - Paperinik il Diabolico
- 58 - Paperone il Magnifico
- 59 - Paperofollie
- 60 - Forza Topolino!
- 61 - Paperone Festival
- 62 - Topolino Big
- 63 - Il Trionfo di Paperinik
- 64 - Paperone: Missione Oro!
- 65 - OK Paperino
- 66 - Topolino '76
- 67 - Tutti Paperi!
- 68 - Paperolimpiadi
- 69 - Topolino Super
- 70 - Paperclan
- 71 - Il Megapapero

### Seconda serie
I volumi numeri dispari fino al n° 67 sono ristampe di volumi già pubblicati nella prima serie. A partire dal n° 186 la serie prese il nome de I Classici Disney e i volumi non hanno più un titolo proprio.
- 1 - Le grandi parodie
- 2 - All'erta, Paperino!
- 3 - I classici di Walt Disney
- 4 - Topolino il grande
- 5 - Il miliardo
- 6 - Paperoniana
- 7 - I gialli di Topolino
- 8 - Fantastiliardi
- 9 - I classici moderni
- 10 - Topolino detective
- 11 - Superpaperissimo
- 12 - Paperinik contro Paperinika
- 13 - I gialli di Paperino
- 14 - Paperino 10 e lode
- 15 - Topolineide
- 16 - Paperone supermagic
- 17 - I classici di Paperino
- 18 - Topolino reporter
- 19 - Paperepopea
- 20 - Paperone special
- 21 - Supergiallo di Topolino
- 22 - Paperologia
- 23 - Papershow
- 24 - Topolino e Minni
- 25 - Topolinissimo
- 26 - Paperone, sei forte!
- 27 - Trilogia di Paperino
- 28 - Paperino tutto bene!
- 29 - Paperodissea
- 30 - Topolino giramondo
- 31 - Paperoscope
- 32 - Pluripaperone
- 33 - Arcitopolino
- 34 - Paperparade
- 35 - Tutto Paperino
- 36 - Topolino V.I.P.
- 37 - Paperineide
- 38 - Zio Paperone maximanager
- 39 - Toposhow
- 40 - Paperino... Bla bla bla
- 41 - Il trilione
- 42 - Topolino zoom!
- 43 - Paperino bang
- 44 - Paperin Sansone
- 45 - Pronto... Topolino?!
- 46 - Strapaperone
- 47 - Paperone '80
- 48 - Topolino eroe
- 49 - Paperino cocktail
- 50 - Paperoteca
- 51 - Topolino olé
- 52 - Paperone e la caccia ai dollari
- 53 - Paperino 7
- 54 - S.O.S. Topolino
- 55 - Paperallegria
- 56 - Paperi al mare
- 57 - Io, Topolino!
- 58 - Paperino eroe
- 59 - Il fantastiliardo
- 60 - Topolino express
- 61 - Paperino Natale
- 62 - Topolino mistery
- 63 - Paperi & paperi
- 64 - Pippo sei colpi
- 65 - Paperino ai mondiali
- 66 - Paperone grande capo
- 67 - Topolino estate
- 68 - Ridi, Paperino!
- 69 - Topolino superstar
- 70 - Paperone boss dei boss
- 71 - Paperino factotum
- 72 - Topolino festival
- 73 - Paperone '83
- 74 - Stratopolino
- 75 - Il fantastico Paperino
- 76 - Superpaperino
- 77 - Maxitopolino
- 78 - Paperone story
- 79 - Paperino ferioso
- 80 - Paperone estate
- 81 - Hello, Topolino!
- 82 - Megapaperone
- 83 - Paperinik l'invincibile
- 84 - Eta Beta l'extratemporale
- 85 - Paperino festoso
- 86 - Paperone l'eccezzziunale
- 87 - Paperino dynasty
- 88 - Pippo yuk!
- 89 - Paperone number one
- 90 - Risatissime Paperino
- 91 - Classico olimpiadi
- 92 - Paperino fantasticoso
- 93 - Buon compleanno Paperino
- 94 - Topolino special
- 95 - Paperinissimo
- 96 - Topolino premiatissimo
- 97 - I love Paperino
- 98 - L'allegro Far West
- 99 - Paperone graffiti
- 100 - Classicissimo 100
- 101 - Disney Festival
- 102 - Disneyland
- 103 - W l'estate
- 104 - Tutto Vacanze
- 105 - Paperin Agosto
- 106 - Classic Trophy
- 107 - Quelli della... Banda Disney
- 108 - Paperinissimo
- 109 - Topolino Natale
- 110 - Fantastico '86
- 111 - Disney story
- 112 - Tutto paperi
- 113 - Strepitosissimo
- 114 - Paper hit parade
- 115 - Risate a go-go
- 116 - Vacanzissime '86
- 117 - Topoteca
- 118 - Disney star
- 119 - Paperi & Bassotti
- 120 - ArciDisney
- 121 - PaperNatale
- 122 - Disney '87
- 123 - Maxirisate
- 124 - W Paperone
- 125 - Topociak
- 126 - Dollarite
- 127 - SuperDisney
- 128 - Risate al sole
- 129 - Divi d'agosto
- 130 - Settembriadi
- 131 - Fantasticissimo
- 132 - Giostra Disney
- 133 - Buon Compleanno Paperone!
- 134 - Topo ottantotto
- 135 - Il triliardo
- 136 - Avanti tutta
- 137 - Topolinia
- 138 - Disney Clan
- 139 - Paperfantasy
- 140 - Sole mare e Disney
- 141 - Un'estate mille paperi
- 142 - Vendemmia Disney
- 143 - Paper big
- 144 - Pap & Top
- 145 - Disney in...
- 146 - Strepitoso 89
- 147 - Magnum BD
- 148 - Disney sorpresa
- 149 - Risate di primavera
- 150 - Disneyland
- 151 - Nove volte Paperino
- 152 - Quack!
- 153 - A tutto sole
- 154 - Auguri Paperino!
- 155 - Disney più
- 156 - Fantasticissimo
- 157 - A tutta festa
- 158 - Viva il 1990!
- 159 - Gran premio
- 160 - Storie di primavera
- 161 - Mondo papero
- 162 - Topotown
- 163 - Paperparoliere
- 164 - In vacanza insieme
- 165 - Al mare e ai monti
- 166 - Un papero tira l'altro
- 167 - Buon compleanno Pluto!
- 168 - Zii & nipoti
- 169 - Paperonissimo
- 170 - Disney 91
- 171 - Topo star
- 172 - Extrapaperi
- 173 - Topolandia
- 174 - Paperpiù
- 175 - FantaDisney
- 176 - A tutto sole
- 177 - Mare forza... splash
- 178 - Risate Disney
- 179 - Storie senza frontiere
- 180 - Fantasia Disney
- 181 - Paper top
- 182 - Arriva la banda!
- 183 - Paperfestival
- 184 - Paperi & company
- 185 - Pic-nic
- 186 al 510 - nessun titolo

### Terza serie
- 1 - La grande caccia al tesoro
- 2 - Paper sfortuna
- 3 - Fantomius - Ladro planetario
- 4 - Topolino e Gambadilegno - Nemici per sempre
- 5 - DoubleDuck - Intrigo a Paperopoli
- 6 - Archimede - Genio ribelle
- 7 - Dollari e goal!
- 8 - Giovani Marmotte Summer Camp
- 9 - Indiana Pipps - Alla ricerca della civiltà perduta
- 10 - Terra chiama Eta Beta
- 11 - Il re dei paperi
- 12 - Profondo nero
- 13 - Paperinik l'inafferrabile vendicatore
- 14 - Le Tops Stories - L'ultimo Diario
- 15 - Risate da Brivido
- 16 - I Racconti di Mezzanotte
- 17 - Trema… Topolino
- 18 - PP8 e la prova dell'otto
- 19 - Affari di famiglia
- NS   - I misteri di Fantomius[12]
- 20 - Ogni inevitabile mercoledì
- 21 - Guai fantastici e come evitarli
- 22 - Il torneo delle 100 porte
- 23 - Ok Quack Turista Spaziale
- 24 - Gli Scherzomondi di Doppioscherzo
- 25 - Gli strani casi del Detective Donald
- NS   - Paperallegria[12]
- 26 - Wizards of Mickey il Seminatore di Discordie
- 27 - Le Leggi di Newton
- 28 - Tutti buoni, tranne uno!
- 29 - I gialli di Topolino
- 30 - Allegri Reporter
- 31 - Paperino Story
- NS   - Paperinik e l'ombra di Fantomius[12]
- 32 - Il Papero del Grande Nord
- 33 - Le Bisavventure di Pippo
- 34 - Le mille notti di Natale
- 35 - PippoParodie
- 36 - I Misteri di Paperopoli
- 37 - Un Oceano di avventure
- NS   - Siamo (sempre più) serie![12]
- 38 - Paperinik contro I Terribili 4
- 39 - Lord Hatequack presenta: I Racconti di Halloween